# Gerhard Mayer
Gerhard Mayer (Beč, 20. svibnja 1980. - ) je austrijski atletičar i bacač diska i kugle, osvajač srebrnog odličja na I. Europskim igrama u Bakuu i pobjednik Univerzijade u Bangkoku 2007. godine.
Kao predstavnik Austrije nastupao je na Olipijskim igrama u Pekingu 2008., gdje je osvojio 18. mjesto u ukupnom poretku i na Olimpijskim igrama u Londonu 2012., gdje je s hicem od 60,81 metara završio na 24. mjestu.

## Vanjske poveznice
- http://www.sports-reference.com/olympics/athletes/ma/gerhard-mayer-1.html  Arhivirana inačica izvorne stranice od 30. siječnja 2010. (Wayback Machine)